# Йохан Георг Фридрих фон Фризен
Йохан Георг Фридрих фон Фризен (на немски: Johann Georg Friedrich Freiherr von Friesen; * 28 април 1757 в Рьота при Лайпциг, Саксония; † 18 януари 1824 в Дрезден) е фрайхер от саксонския род Фризен, политик, главен камерхер, таен съветник и главен отговорник на колекциите по изкуство и библиотеката в Дрезден.
Той е син на фрайхер Йохан Фридрих Ернст фон Фризен (1725 – 1768) и съпругата му графиня Кристина Якобина фон Вертерн-Байхлинген, дъщеря на граф Георг фон Вертерн-Байхлинген (1700 – 1768) и графиня Якобина Хенриета фон Флеминг (1709 – 1784).
До 1777 г. той следва право в университетите във Витенберг и Лайпциг. През 1775 г. саксонският курфюрст Фридрих Август III му дава титлата камерюнкер.
От 1781 г. той е в народното събрание в Дрезден. През 1810 г. саксонският крал Фридрих Август I го прави таен съветник и го взема на служба.
През 1816 г. той живее в една вила в Блазевиц и рядко посещава през лятото рицарските си имоти.

## Фамилия
Йохан Георг Фридрих фон Фризен се жени на 2 ноември 1778 г. за Йохана Фридрика Луиза Каролина фон Крозигк. Те имат три деца:
- Хайнрих Фридрих Ернст (* 22 август 1779, Лайпциг; † 20 или 21 февруари 1781)
- Луиза Хенриета Каролина (* 4 септември 1780, Рьота; † 4 февруари 1787, Рьота)
- Каролина Якобина София (* 7 октомври 1781, Рьота; † 31 май 1857), омъжена на 10 юни 1802 г. за Ханс Гюнтер Вернер фон дер Шуленбург, брат на мащехата ѝ (* 17 февруари 1777; † 14 октомври 1806 в битката при Ауерщет), главна дворцова майстерка на великата херцогиня на Ваймар

Съпругата му умира при раждането на третото ѝ дете. Той дава двете си дъщери при сестра си Шарлота Хенриета Кристиана фон Фризен (* 19 юли 1752), омъжена за Юлиус Кристиан Фридрих фон Шаурот (1734 – 1794), която живее в рицарското имение Каашвиц в Тюринген.
Йохан Георг Фридрих фон Фризен се жени втори път на 27 юли 1783 г. във Волфсбург за Юлиана Каролина фон дер Шуленбург (* 7 август 1764, Волфсбург; † 13 юли 1803, Рьота), дъщеря на граф Гебхард Вернер фон дер Шуленбург (1722 – 1788) и София Шарлота фон Велтхайм (1735 – 1793). Те имат 11 деца:
- Юлиана Шарлота (* 9 юни 1784, Дрезден; † 35 февруари 1861, Дрезден), от 25 август 1814 до 20 юли 1856 г. прьобстин на „Магдалена манастир“ в Алтенберг
- Карл (* 22 януари 1786, Дрезден; † 29 май 1823, Берлин), легация-секретар на посолството при крала на Вестфалия в Касел, по-късно хауптман в генерал-щаба на великия херцог на Ваймар, обер-дворцов маршал
- Хайнрих (* 18 февруари 1788, Дрезден; † 30 юли 1809, Дрезден), лейтенант, ранен на 12 юли 1809 г.
- Йохана Фридерика (* 16 март 1789, Дрезден; † 6 август 1825, Дрезден), манастирска дама в Щетерберг
- Мария Луиза (* 2 декември 1790, Дрезден; † 28 април 1791, Дрезден)
- Елизабет (* 16 юли 1793, Дрезден; † 18 юли 1878, Дрезден), омъжена на 30 март 1818 г. в Дрезден за граф Карл I Александер Николаус Витцтум фон Екщедт (* 3 юли 1767, Виена; † 11/12 октомври 1834, Обер-Лихтенау, окр. Лаубан), таен съветник и оберщалмайстер
- Луиза (* 27 ноември 1794, Дрезден; † 15 януари 1870, Дрезден), неомъжена, главна дворцова мейстерин на кралица Амалия Саксонска
- Фридрих (* 11 октомври 1796, Дрезден; † 21 март 1871, Дрезден), лейтенант и президент на I. камера на Саксонското народно събрание

- Шарлота (* 12 ноември 1798, Дрезден; † 30 април 1874, Беетцендорф), омъжена на 5 юли 1821 г. за граф Вернер XXVI фон дер Шуленбург-Нимпч (* 7 август 1797, Рослебен при Дрезден; † 9 март 1829, Беетцендорф). Родители на Ернст Фридрих Вернер фон дер Шуленбург-Беетцендорф.
- Ернст (* 9 февруари 1800, Дрезден; † 19 юни 1869, Касел-Вилхелмсхьое), женен I. на 12 октомври 1831 г. във Волфсбург за графиня Юлия Армгард Клара фон дер Шуленберг-Волфсбург (* 23 януари 1809, Волфсбург; † 26 август, Рамелбург), II. на 26 ноември 1854 г. във Висбаден за фрайин Каролина Луиза Вилхелмина Паулина фон и цу Гилза (* 26 юни 1833), австрийски лейтенант при трон-принц ерц херцог Фердинанд, кралски пруски камерхер и съветник
- Херман (* 27 февруари 1802, Дрезден; † 23 януари 1882, Дрезден), саксонски фелдмаршал и изследовател на Шекспир

На 15 юли 1819 г. той се жени трети път за Каролина Бамбергер, която от 28 години е домашна помощница и възпитателка на децата му, без да съобщи на обществото. Той обаче ѝ позволява като Мадмоазел Бамбергер да участва в обществения живот на фамилията Фризен.